# Vikmanshyttan
Vikmanshyttan är en tätort i Hedemora kommun, Dalarna (Dalarnas län). Vikmanshyttan ligger omkring 10 kilometer väster om Hedemora och hade år 2010 843 invånare.

## Historia

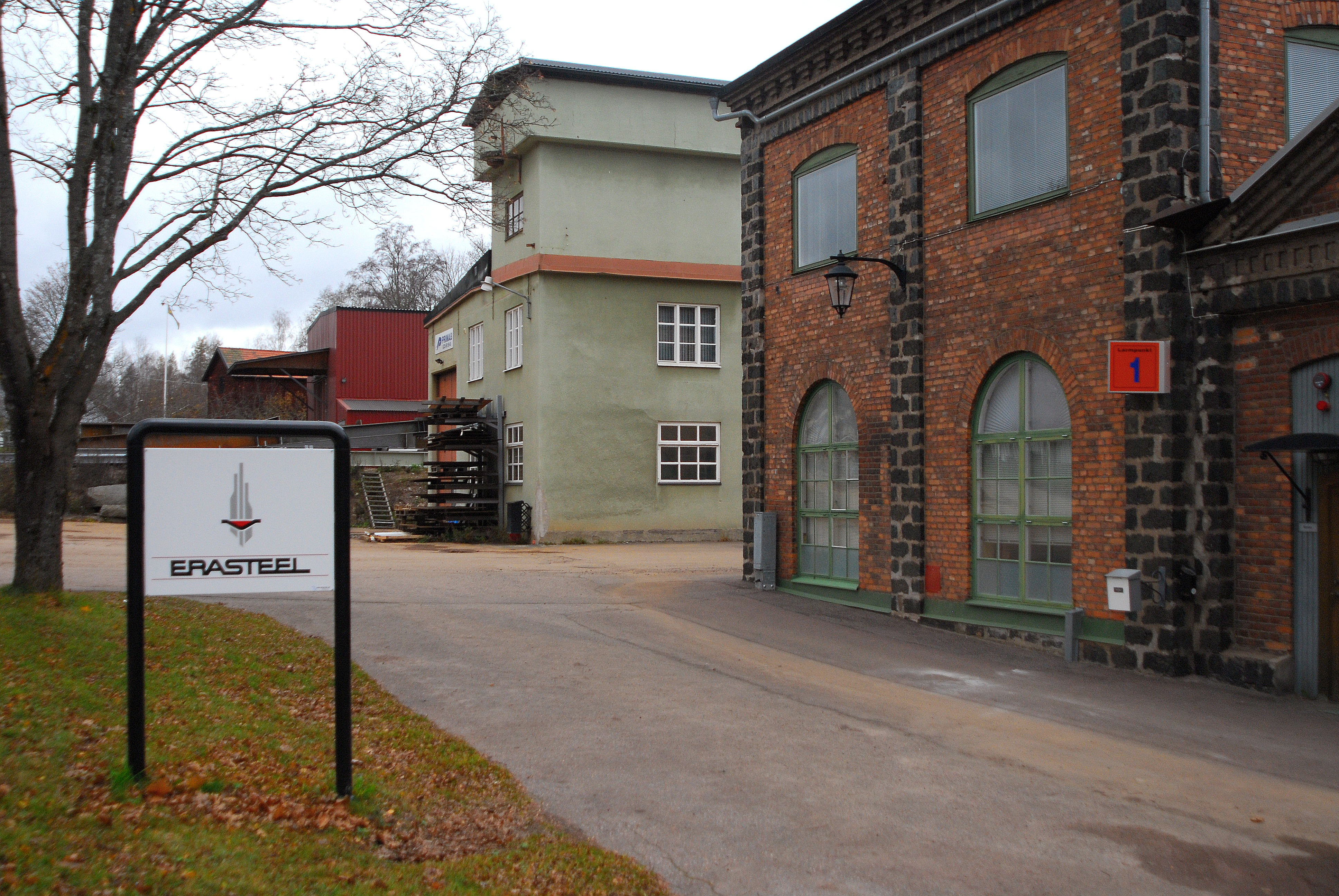
Wikmanshytte Bruk, numera Erasteel Kloster.

Vikmanshyttan är en gammal bruksort; redan 1538 nämns en hytta och under åren 1693-1716 fanns här också ett kopparverk. Vikmanshytte bruk köptes 1675 av Johan Angerstein och tillhörde släkten Angerstein fram till 1828 då den övergick till släkten Ulff. Brukspatron Carl Reinhold Ulff sålde 1875 bruket till Larsbo-Norns AB. Den tillverkning av degelgjutstål, som länge kom att vara Vikmanshyttans specialitet, inleddes redan 1860. Degelstålverket lades dock ned under första världskriget (då det rådde brist på deglar) och ersattes då med en martinugn samt en elektrisk ugn för stålsmältning. 1922 bildades Wikmanshytte Bruks AB som tog över driften av järnverket. I mitten av 1960-talet stod Wikmanshytte Bruk på topp med cirka 1000 anställda. Stora Kopparbergs Bergslags AB förvärvade Wikmanshytte Bruks AB 1966 och 1968 fusionerades verksamheten med Stora Kopparbergs i Söderfors. 1977 avvecklades större delen av verksamheten i samband med omstruktureringen av svensk stålindustri och 400 blev arbetslösa. Delar av snabbstålstillverkningen övertogs emellertid Fagersta AB, som 1982 i sin tur lät avyttra denna till det då nybildade Kloster Speedsteel AB.

### Befolkningsutveckling
| Befolkningsutvecklingen i Vikmanshyttan 1950–2020 | Befolkningsutvecklingen i Vikmanshyttan 1950–2020 | Befolkningsutvecklingen i Vikmanshyttan 1950–2020 | Befolkningsutvecklingen i Vikmanshyttan 1950–2020 | Befolkningsutvecklingen i Vikmanshyttan 1950–2020 |
| ------------------------------------------------- | ------------------------------------------------- | ------------------------------------------------- | ------------------------------------------------- | ------------------------------------------------- |
|                                                   |                                                   |                                                   |                                                   |                                                   |
| År                                                |                                                   |                                                   | Folkmängd                                         | Areal (ha)                                        |
| 1950                                              | 1950                                              |                                                   | 1 158                                             |                                                   |
| 1960                                              | 1960                                              |                                                   | 1 474                                             |                                                   |
| 1965                                              | 1965                                              |                                                   | 1 546                                             |                                                   |
| 1970                                              | 1970                                              |                                                   | 1 309                                             |                                                   |
| 1975                                              | 1975                                              |                                                   | 1 226                                             |                                                   |
| 1980                                              | 1980                                              |                                                   | 1 193                                             |                                                   |
| 1990                                              | 1990                                              |                                                   | 1 099                                             | 155                                               |
| 1995                                              | 1995                                              |                                                   | 1 118                                             | 155                                               |
| 2000                                              | 2000                                              |                                                   | 961                                               | 155                                               |
| 2005                                              | 2005                                              |                                                   | 897                                               | 155                                               |
| 2010                                              | 2010                                              |                                                   | 843                                               | 154                                               |
| 2015                                              | 2015                                              |                                                   | 840                                               | 146                                               |
| 2020                                              | 2020                                              |                                                   | 885                                               | 140                                               |
|                                                   |                                                   |                                                   |                                                   |                                                   |

## Näringsliv
Vikmanshyttan har sedan 1970-talet utvecklat ett alltmer differentierat näringsliv. Det gamla bruksområdet inhyser numera ett 15-tal företag, bland andra Erasteel Kloster AB (f.d. Kloster Speedsteel) med cirka 80 anställda som tillverkar kallvalsade band i snabbstål.

## Sevärdheter
En del av den äldre bruksbebyggelsen finns fortfarande kvar, bland annat Angersteinska smedjan (uppförd 1798) och bruksherrgården av timmer i en våning under brutet tak. Herrgården uppfördes troligen på 1750-talet, men har senare om- och tillbyggts. Den Angersteinska smedjan är numera utställningslokal ingående i Vikmanshyttans bruksmuseum. Till bruksmuseet hör även en gammal snickarverkstad (uppförd 1799), ett sädesmagasin och en tidigare olje- och redskapsbod (nu iordningställda för att visa hur en arbetarbostad kunde se ut på 1910–1920-talen). Av gamla industribyggnader märks främst en rostugn vilken hörde till brukets näst sista hytta som blåstes ned 1904. Den sista hyttan, som tagits ur bruk 1954, revs emellertid 1970.

## Sport
År 1942 arrangerades SM i slalom i Karttjärnsbacken med en publik på ca 4 000 personer.
Midnattsolsrallyt och Svenska Rallyt är två stora rallyn som har genomförts bakom Vikmanshyttesjön.

## Kända personer med anknytning till Vikmanshyttan
- Reinhold Angerstein, metallurg, ämbetsman och företagare
- Johan Angerstein, bergsbruksidkare
- Anders Angerstein, bergsbruksidkare
- Per-Arne Eklund, musiker
- Stefan Sundström, trubadur
- Fredrik Sundström, politiker
- Knut Fredriksson, friidrottare
- Anders Back, skådespelare

## Galleri

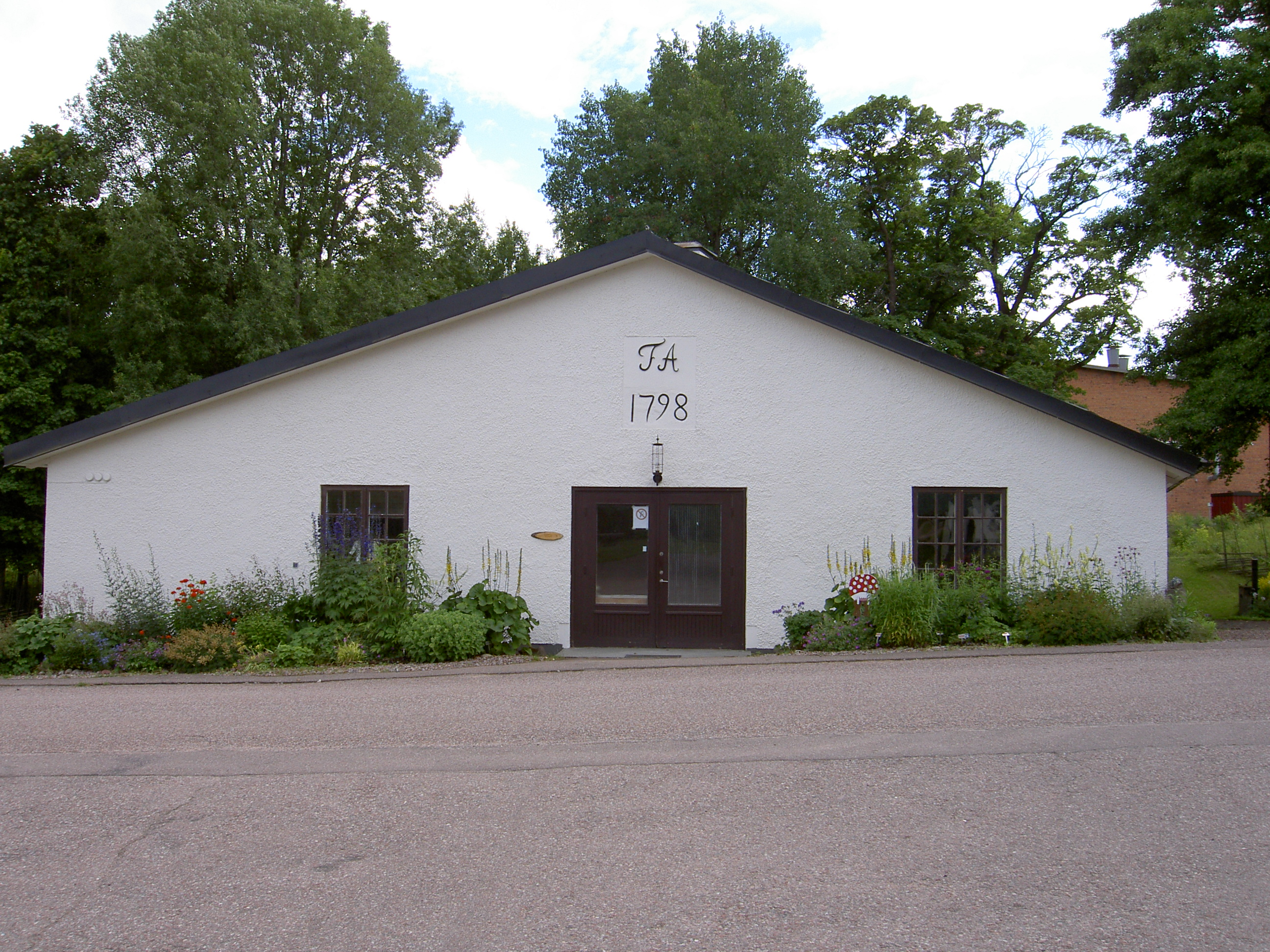
Vikmanshyttans bruksmuseum, Angersteinska smedjan.
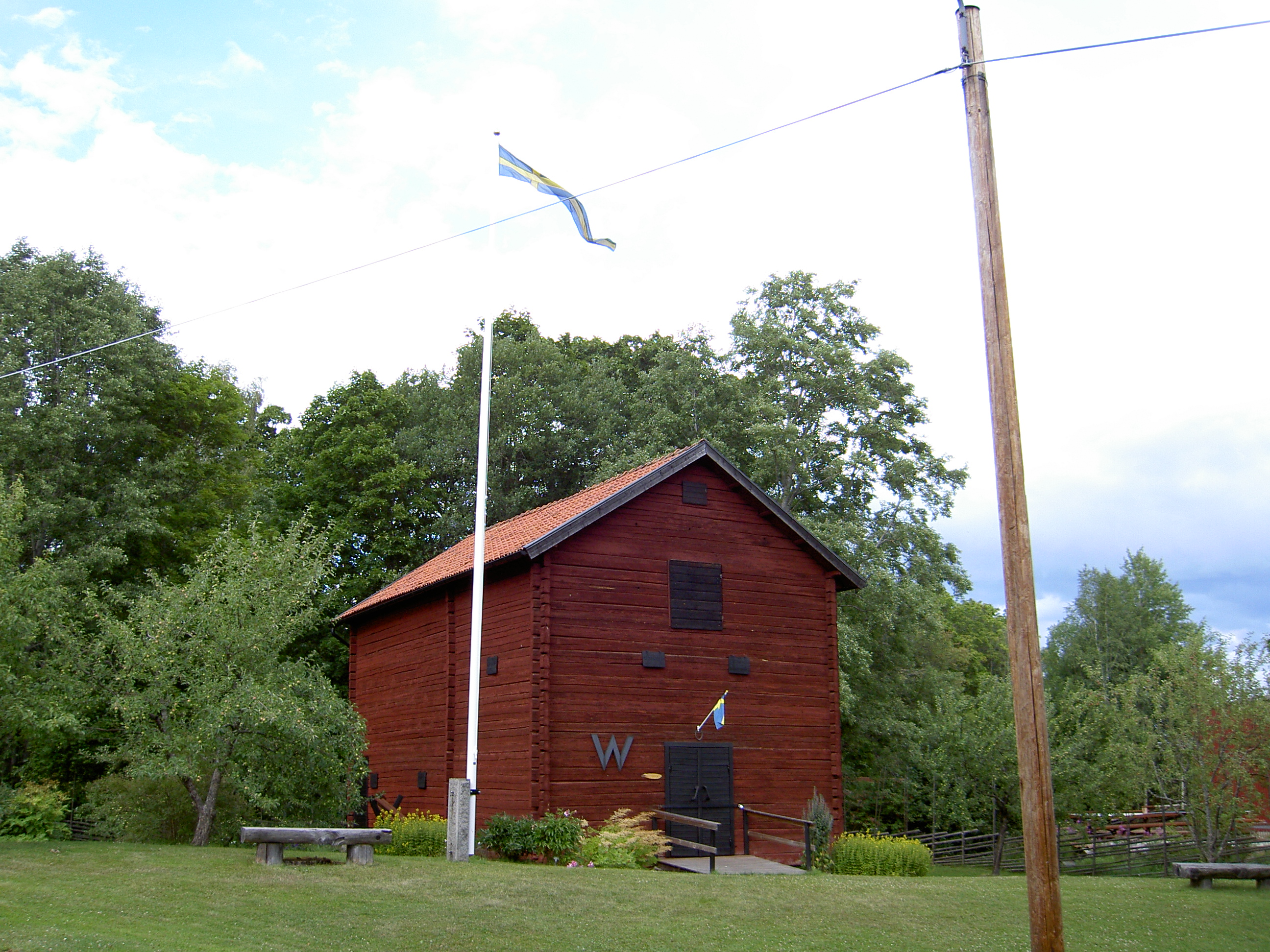
Gammalt sädesmagasin.
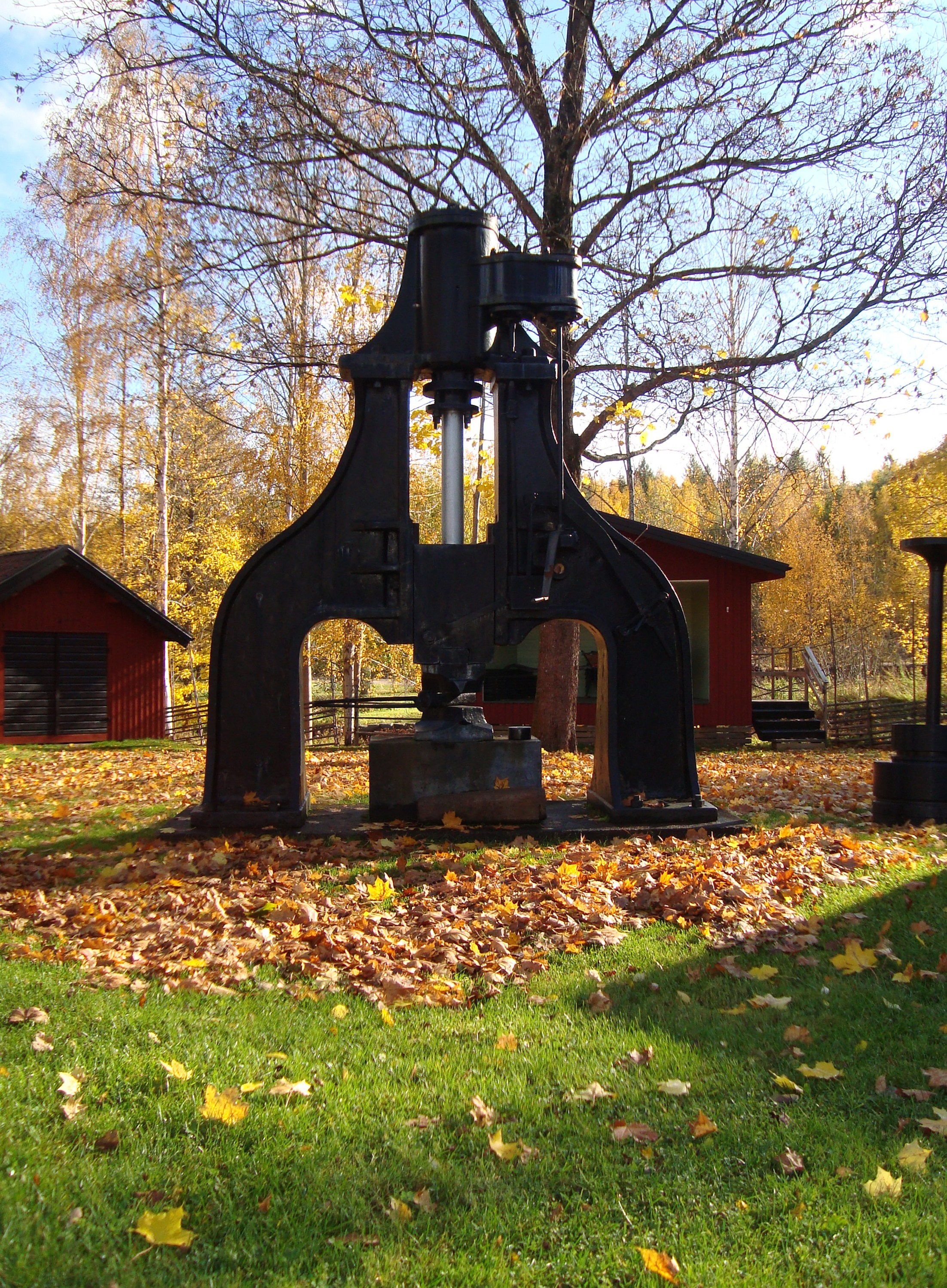
Ånghammare.
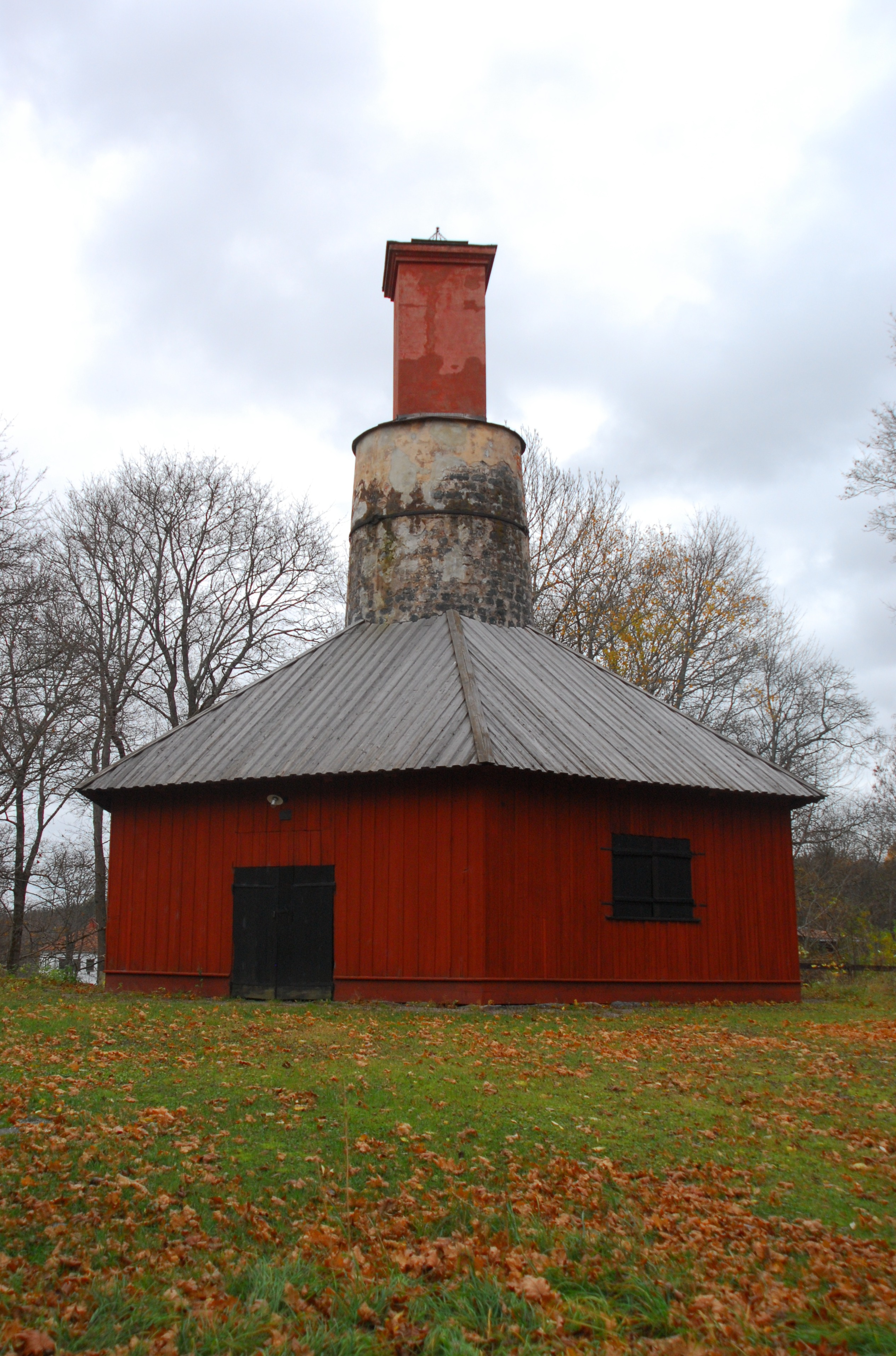
Rostugn från den äldre hyttan, nedblåst omkring 1904.
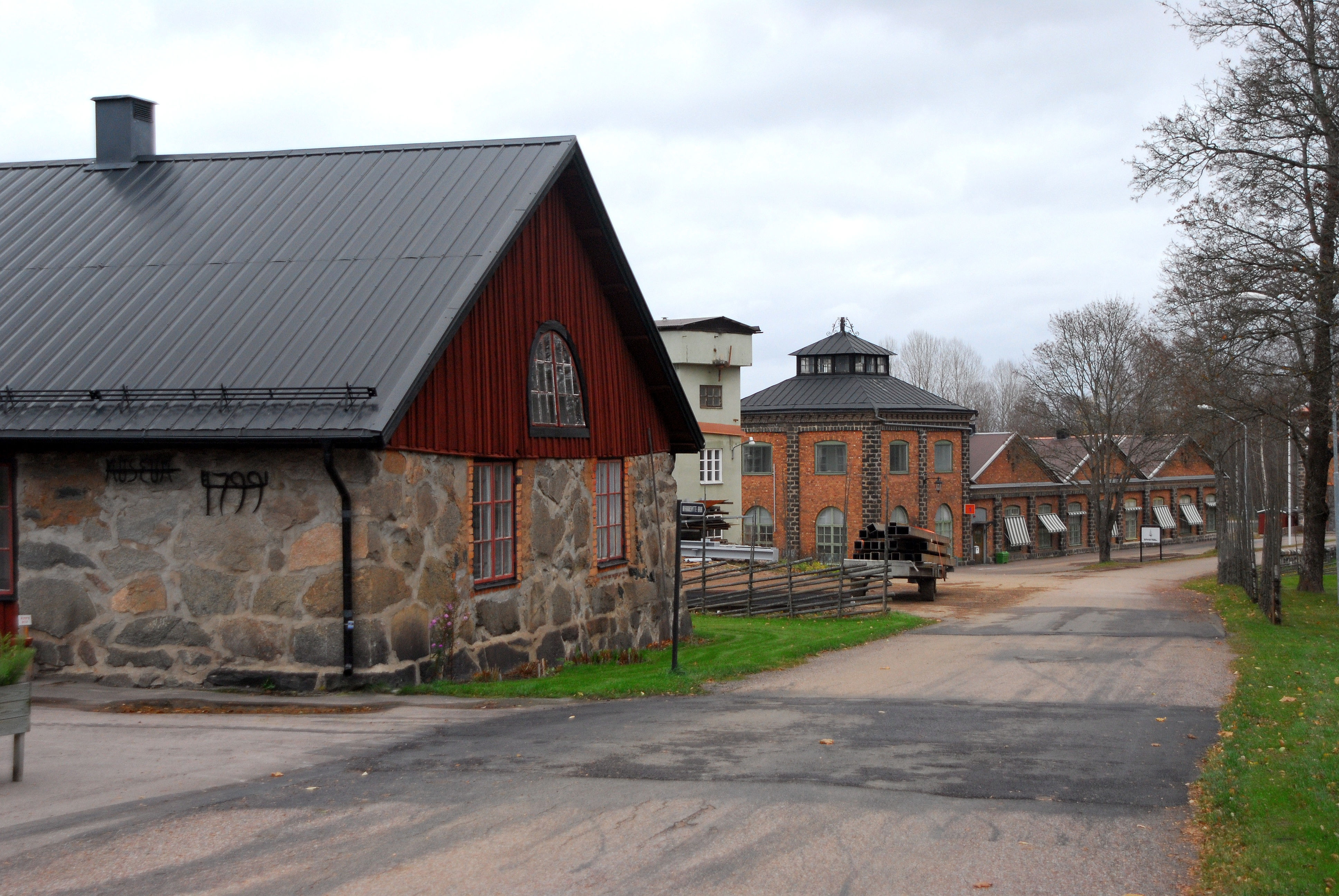
Infarten till bruket.
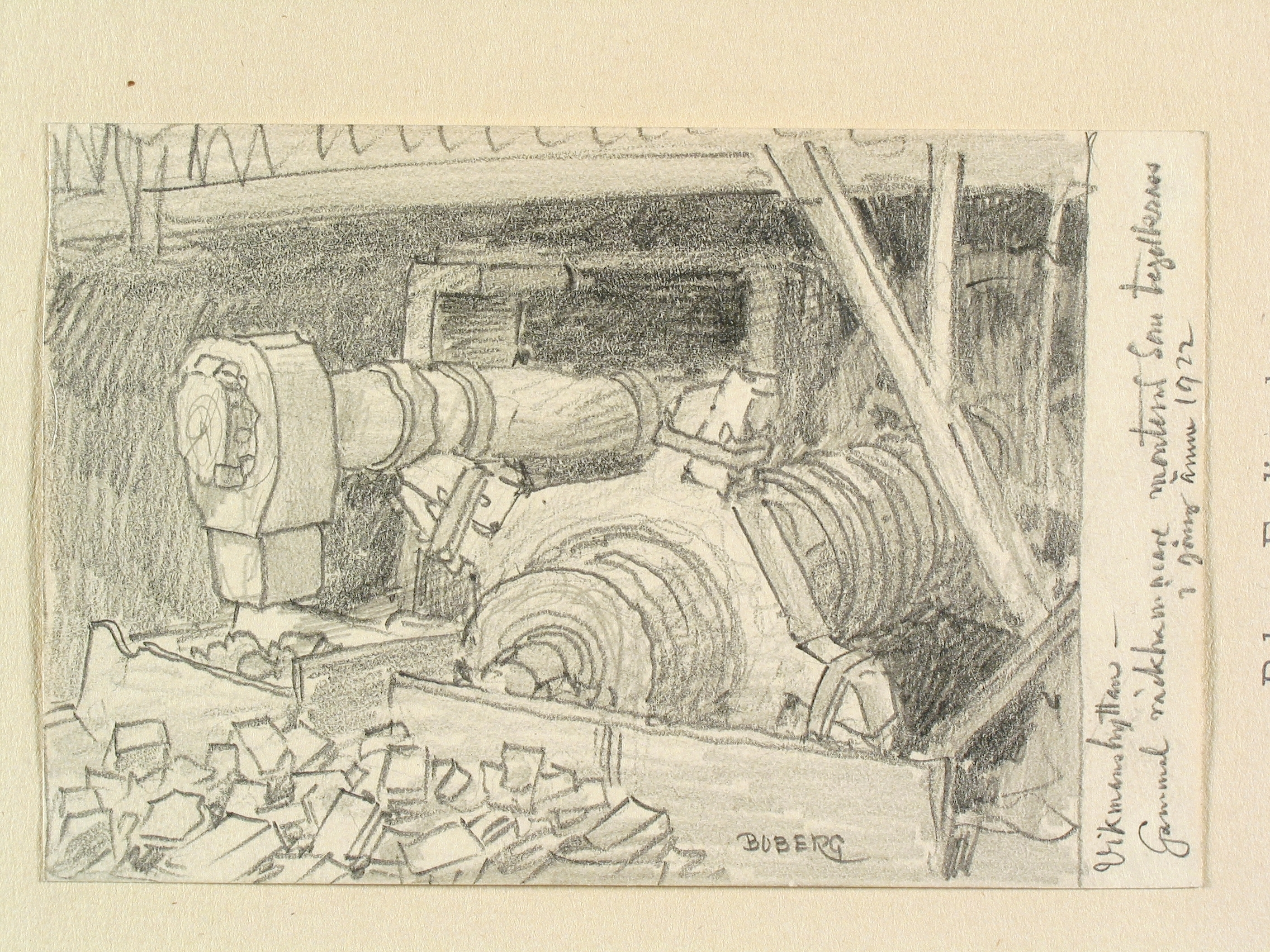
Räckhammare monterad som tegelkross, Vikmanshyttan. Teckning av Ferdinand Boberg från 1922.